# Bahnhof Grünstädtel
Der Bahnhof Grünstädtel ist eine Betriebsstelle der Bahnstrecke Annaberg-Buchholz–Schwarzenberg und der früher hier beginnenden Schmalspurbahn Grünstädtel–Oberrittersgrün auf dem Stadtgebiet von Schwarzenberg/Erzgeb. in Sachsen. Sie trägt den Namen des Ortsteils Grünstädtel, auf dessen Gemarkung sie liegt.

## Geschichte

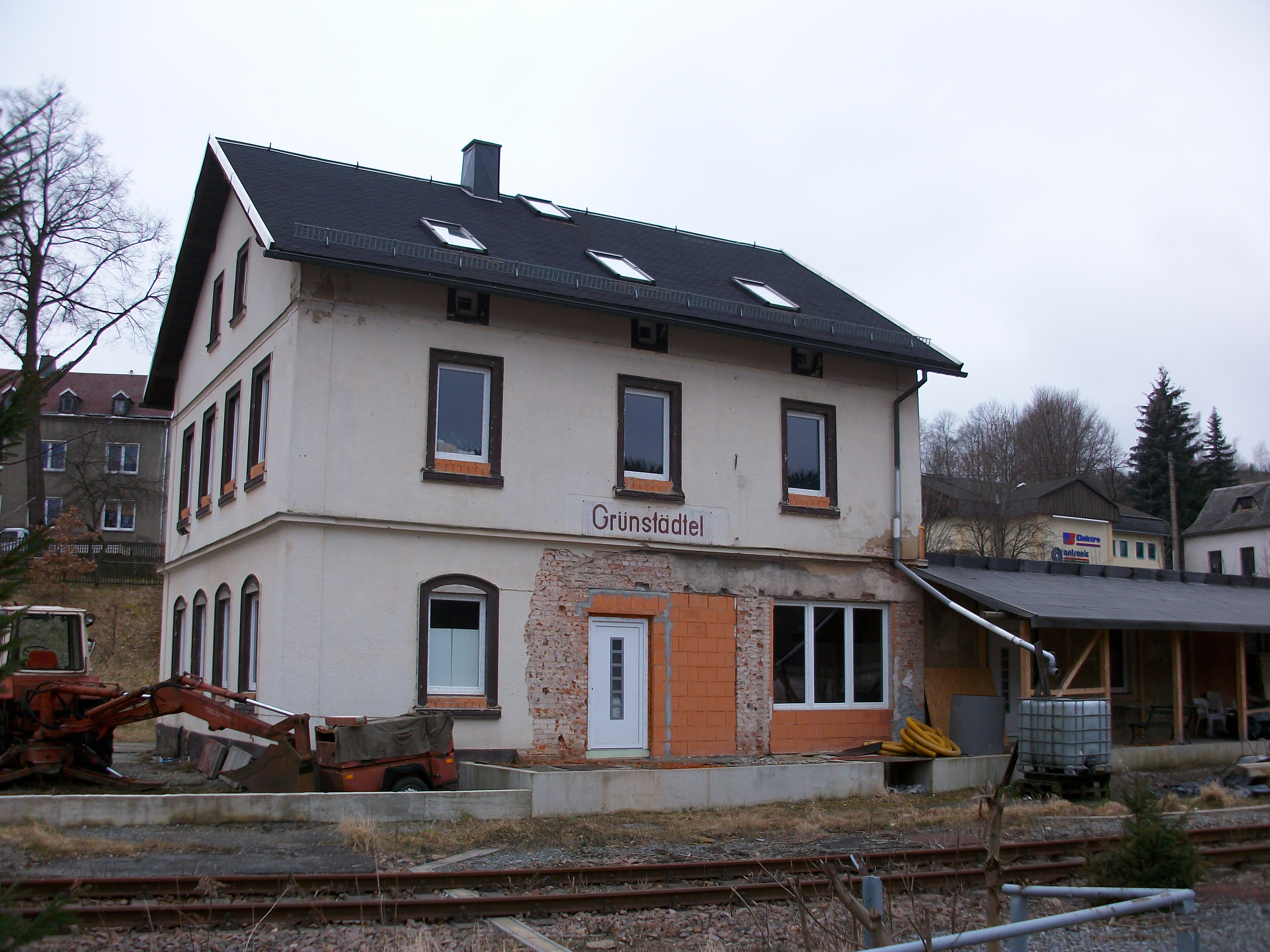
Bahnhof Grünstädtel Empfangsgebäude (2016)

Die Haltestelle Grünstädtel wurde am 1. Juli 1889 gemeinsam mit dem Abschnitt Schwarzenberg–Grünstädtel der normalspurigen Bahnstrecke Buchholz–Schwarzenberg und der Schmalspurbahn Grünstädtel–Oberrittersgrün eröffnet. Am 1. Dezember 1889 wurde der Eisenbahnverkehr auf dem Abschnitt Buchholz–Grünstädtel eröffnet und der Verkehr auf der normalspurigen Gesamtstrecke aufgenommen. Seit dem 1. Mai 1905 wurde die Station Grünstädtel als Bahnhof geführt.
Errichtet wurden beim Bahnbau neben dem Empfangsgebäude, ein Güterschuppen, eine Umladehalle, eine Überladerampe und ein kombinierter Lokomotiv- und Kohlenschuppen. Der einständige Lokschuppen war nur für Lokomotiven der Baureihe I K bemessen, die später eingesetzten Maschinen waren für das Gebäude zu lang und standen teilweise im Freien. 1966 wurde der baufällige Schuppen abgerissen. Durch den Kurvenradius von nur 90 m direkt an der Hanglage bei der Haltestelle Siegelhof konnte auf der Schmalspurstrecke nie Rollwagenverkehr durchgeführt werden, wodurch die Güter immer auf Schmalspurwagen umgeladen werden mussten. Die Normalspuranlagen teilten den Güter- und Personenverkehrsbereich der im Bahnhof Grünstädtel beginnenden schmalspurigen Pöhlwassertalbahn nach Oberrittersgrün. Die deswegen vorhandenen drei niveaugleichen Kreuzungen zwischen Schmal- und Normalspurbahn behinderten den Betriebsablauf auf dem Bahnhof erheblich. Grünstädtel war der einzige Bahnhof der Schmalspurbahn im Pöhlwassertal, der mit einem Einfahrformsignal gesichert war. Durch die geplante Errichtung des Pumpspeicherwerks Markersbach wurde der Bahnhof Grünstädtel im Jahr 1968 erheblich ausgebaut.
Mit der Stilllegung der Schmalspurbahn nach Oberrittersgrün endete am 25. September 1971 die Zeit als Spurwechselbahnhof. Auf der normalspurigen Bahnstrecke Annaberg-Buchholz–Schwarzenberg ging nach der Deutschen Wiedervereinigung der Güter- und Personenverkehr dramatisch zurück. Als Folge wurde auf der Bahnstrecke der Güterverkehr zum Jahreswechsel 1994/95 eingestellt. Einzig der Bahnhof Grünstädtel blieb als Wagenladungsbahnhof erhalten, die Bedienung erfolgt von Zwickau aus. 
Am 27. September 1997 wurde der planmäßige Schienenpersonennahverkehr eingestellt. Seit 2009 halten nur noch an einigen Terminen im Jahr die Reisezüge der Erzgebirgischen Aussichtsbahn am Bahnhof. Im Güterverkehr wird der Schrotthändler am Bahnhof bei Bedarf weiterhin bedient. 
Das frühere Empfangsgebäude wird heute als Wohnhaus genutzt.